# Yoon Suk-yeol
Pour les articles homonymes, voir Yoon (homonymie).
Dans ce nom coréen, le nom de famille, Yoon, précède le nom personnel.
Yoon Suk-yeol (en coréen : 윤석열, /jun sʰʌ̹k̚.jʌ̹ɭ/), né le 18 décembre 1960 à Séoul (Corée du Sud), est un homme d'État sud-coréen, président de la république de Corée du 10 mai 2022 au 4 avril 2025.
Il commence sa carrière comme procureur en 1994, en se spécialisant dans les affaires de corruption. Il est procureur général de Corée du Sud de 2019 à 2021 et joue un rôle clé dans la condamnation de l'ancienne présidente Park Geun-hye. Lors de l'élection présidentielle de 2022, soutenu par le parti conservateur Pouvoir au peuple (PPP), il l'emporte face au candidat du Parti démocrate, Lee Jae-myung.
Sa présidence est marquée par des évènements qui ternissent son image, comme sa gestion de la bousculade d'Halloween de 2022 et de la crise médicale en 2024. Sous son administration, la Corée du Sud connaît une érosion démocratique, tandis qu'il fait l'objet d'accusations de corruption.
En 2024, alors que son parti est défait aux élections législatives, il entre en conflit avec l'Assemblée nationale et décrète la loi martiale, avant de se raviser au bout de quelques heures sous la pression politique et populaire. Après une première tentative infructueuse, il est destitué par l'Assemblée et incarcéré durant quelques semaines. Sa destitution est ensuite confirmée par la Cour constitutionnelle et il fait l'objet de poursuites judiciaires pour insurrection et abus de pouvoir.

## Jeunesse et études

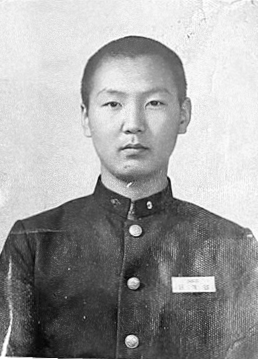
Yoon Suk-yeol à 16 ans, 1976.

Yoon naît à Séoul le 18 décembre 1960, d'un père académicien membre de l'Académie des sciences de la république de Corée, et d'une mère conférencière à l'université pour femmes Ewha, poste qu'elle abandonne après son mariage.
Il étudie le droit à l'université nationale de Séoul, lors du soulèvement de Gwangju. Il profère alors de vives critiques à l'égard du président Chun Doo-hwan. À la suite de cela, il fuit vers la province de Gangwon pour éviter des répercussions. Il passe le barreau en 1991 après plusieurs tentatives ratées.

### Carrière juridique

#### Avocat puis procureur
Il est nommé procureur en 1994. Après plusieurs années de carrière spécialisées dans les affaires anti-corruption, notamment plusieurs concernant le président Lee Myung-bak, il accède à une renommée nationale en 2016, alors qu'il prend la tête de l'enquête concernant le scandale Choi Soon-sil impliquant cette dernière, la présidente Park Geun-hye et le président du groupe Samsung Lee Jae-yong, qui conduit à la destitution de la présidente Park en décembre 2016. En 2017, le président nouvellement élu Moon Jae-in le nomme à la tête du bureau du procureur de Séoul, vantant notamment le fait que Yoon ait mis en examen deux anciens présidents, ainsi que de nombreux autres personnalités officielles durant sa carrière,.

#### Procureur général de Corée du Sud
En 2019, il est nommé procureur général de Corée du Sud, une nomination saluée par le Parti démocrate au pouvoir, mais critiqué par le parti d'opposition Parti de la liberté de Corée. Parmi ses premières occupations, il enquête sur le ministre de la Justice au pouvoir Cho Kuk (en), pris dans différents scandales. L'opinion publique s'inverse alors, et il devient soutenu par le parti de la liberté de la Corée, mais critiqué par le parti démocrate,.
La remplaçante de Kuk, Choo Mi-ae, dissout alors l'équipe de procureurs travaillant avec Yoon, prétextant une incapacité de ce dernier à effectuer une réorganisation dans son service. Cette action est vue par les Coréens comme une punition envers Yoon pour avoir mis Kuk en examen,. Le 24 novembre 2020, il est suspendu de ses fonctions par la ministre de la Justice en place, pour cause de violations éthiques et d'abus de pouvoir. Ayant fait appel, il suspend cette décision, et reste à son poste.
Il démissionne néanmoins de son poste en mars 2021, en signe de protestation.

#### Élection présidentielle de 2022
Le 29 juin 2021, Yoon Suk-yeol annonce officiellement sa candidature à l'élection présidentielle de 2022. Il rejoint en juillet le principal parti d'opposition, Pouvoir au peuple (de droite conservatrice), et participe à la primaire du parti pour déterminer le candidat qui le représentera.
Le 5 novembre 2021, il remporte la primaire avec 47,85 % des votes exprimés en sa faveur, contre 41,50 % pour son adversaire principal Hong Joon-pyo. Il devient donc officiellement le candidat du parti conservateur lors de la campagne électorale.
Le 9 mars 2022, il remporte l'élection présidentielle, devançant le candidat progressiste Lee Jae-myung d'une courte tête (48,5 % des voix contre 47,8 % pour son rival) et devenant ainsi le nouveau président sud-coréen, succédant à Moon Jae-in. La campagne a été plus marquée par les invectives que par les débats de fond.

## Président de la république de Corée

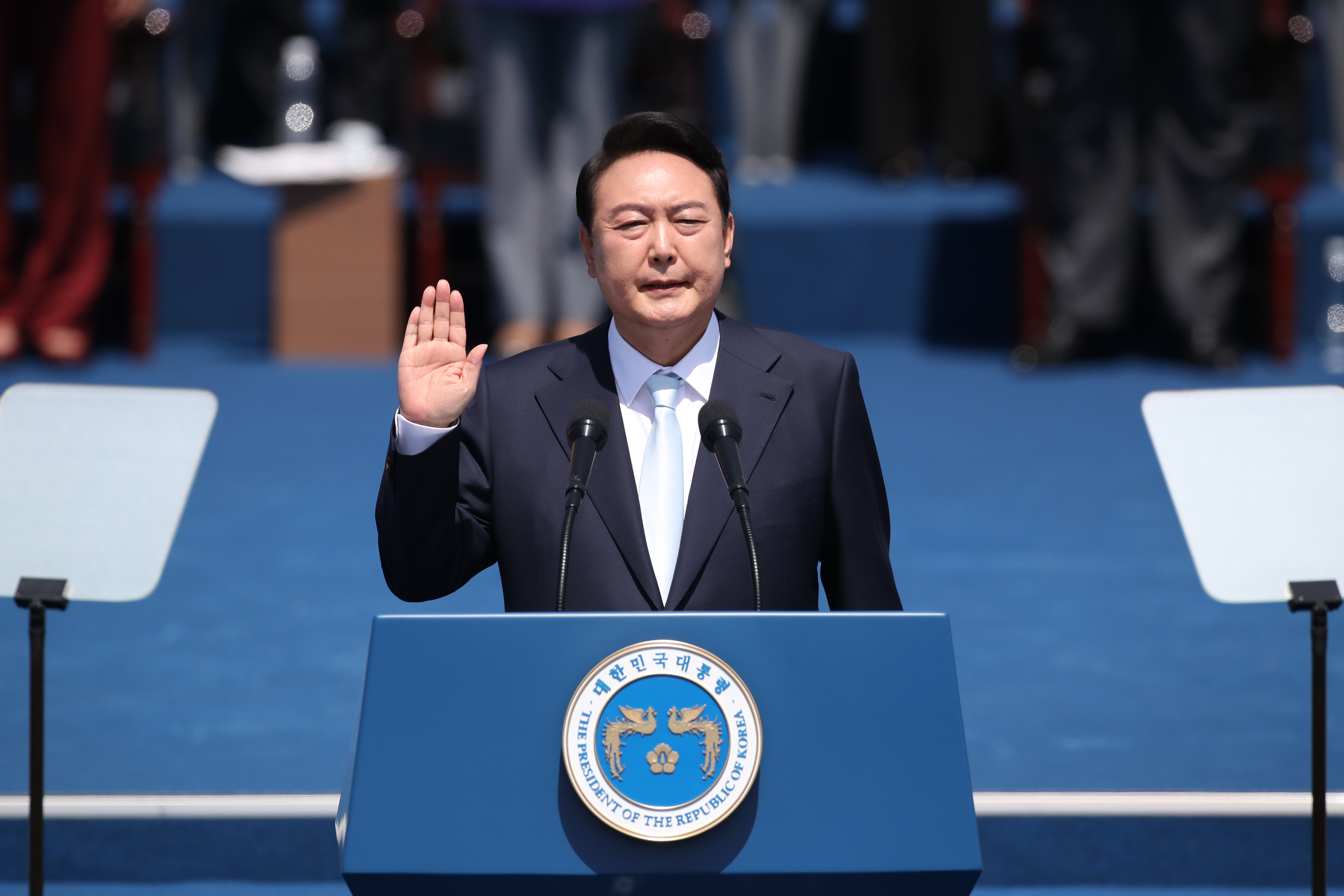
Yoon Suk-yeol lors de son investiture.

Yoon Suk-yeol est officiellement investi président de la république de Corée le 10 mai 2022, succédant à Moon Jae-in. Dans son discours d'investiture, il appelle à une « dénucléarisation complète » de la Corée du Nord, dénonçant le danger pour la sécurité mondiale que constitue l’arsenal nucléaire nord-coréen,.
Il décide également d'ouvrir au public coréen, une première, et ce dès le jour de son investiture, la Maison-Bleue, siège de la présidence à Séoul. Considérant le lieu comme « un symbole du pouvoir impérial », il décide de « rendre au public » le bureau présidentiel et fait déménager la présidence dans l'enceinte du ministère de la Défense.
Début mai, l’équipe de transition du nouveau président annonce 110 tâches auxquelles l’administration prévoit de s’attaquer, dont la privatisation et la restructuration des institutions et des systèmes publics. Dans le cadre de ces réformes, une nouvelle agence spatiale est créée en 2024 sur le modèle américain de la NASA : la KASA.

### Politique économique
Compte tenu de la forte activité économique, Yoon Suk-yeol assure que le maintien de la limite à 52 heures de la semaine de travail est « irréaliste ». Une réforme vise à allonger à 69 heures par semaine la durée maximale du travail. Cette perspective satisfait le patronat mais est contestée par les syndicats de travailleurs.
Il annonce vouloir engager un vaste programme de privatisations pour renforcer la concurrence, réduire la taille de l'État et lutter contre le déficit des finances publiques. Un appel d'offres pour la vente de Hyundai Merchant Marine (HMM), la plus grande entreprise publique de transport maritime par conteneurs du pays, est officiellement annoncé durant l'été 2023. Il s'agit de la deuxième grande privatisation dans le secteur du transport maritime depuis la vente majoritaire de Hanwha Ocean Company en septembre 2022. Les activités ont été acquises par le groupe Hanwha, la septième plus grande entreprise de Corée du Sud. Le gouvernement s'apprête également à privatiser Korea Aerospace Industries (KAI). De fortes réductions d'impôts sont également prévues, notamment en ce qui concerne l'impôt sur le revenu des sociétés.
Une importante crise médicale intervient en 2024.
En novembre 2022, des dizaines de milliers de camionneurs se mettent en grève pour obtenir de meilleures conditions de travail. Après quelques jours, invoquant les conséquences négatives de la grève pour l'économie et affirmant que les grévistes « prennent le pays en otage », le gouvernement ordonne la reprise du travail. Ceux qui refusent risquent de la prison ferme et des dizaines de milliers d’euros d’amende,.

### Relations extérieures

#### G7
Bien que la Corée du Sud ne soit pas membre du G7, elle est considérée comme un prochain membre potentiel en cas d'élargissement du G7. Le gouvernement a fait la promotion de l'initiative du G7+. Lors du sommet du G7 en mai 2023, Yoon Suk-yeol a rencontré les dirigeants des nations Quad. Il a appelé à relever les défis régionaux et à fournir des infrastructures et une aide au développement. Dans un discours prononcé devant les membres du G7, le président Yoon a souligné l'engagement continu de la Corée du Sud en faveur du maintien de l'État de droit international et la nécessité de protéger la liberté et la paix de l'Ukraine.

#### États-Unis
Le 25 avril 2023, Yoon Suk-yeol et la Première dame Kim Keon-hee sont arrivés à Washington D.C. pour marquer les 70 ans de l'alliance entre la république de Corée et les États-Unis. « Nous savons que peu importe où vous vous trouvez, vous êtes aux côtés de la Corée du Sud. », Yoon Suk-yeol a déclaré dans un discours devant le Congrés américain, ajoutant que les relations entre la Corée du Sud et les États-Unis la relations est « plus forte que jamais ».
En avril 2023, la fuite de documents confidentiels américains semble indiquer que les États-Unis ont espionné des conseillers du président Yoon Suk-yeol en matière de sécurité nationale afin de garantir des livraisons d'armes à l'Ukraine. L'annonce de cette fuite a suscité des critiques en Corée du Sud au sujet de la vulnérabilité des communications au sein des administrations-clés du pays, comme la présidence. Des opposants politiques ont accusé le gouvernement de tenter de minimiser l'incident et d'apaiser les relations avec l'allié américain, avant la visite de Yoon Seok-youl à Washington le même mois. Ils ont exhorté celui-ci à enquêter sur ces allégations d'écoutes.

#### Japon

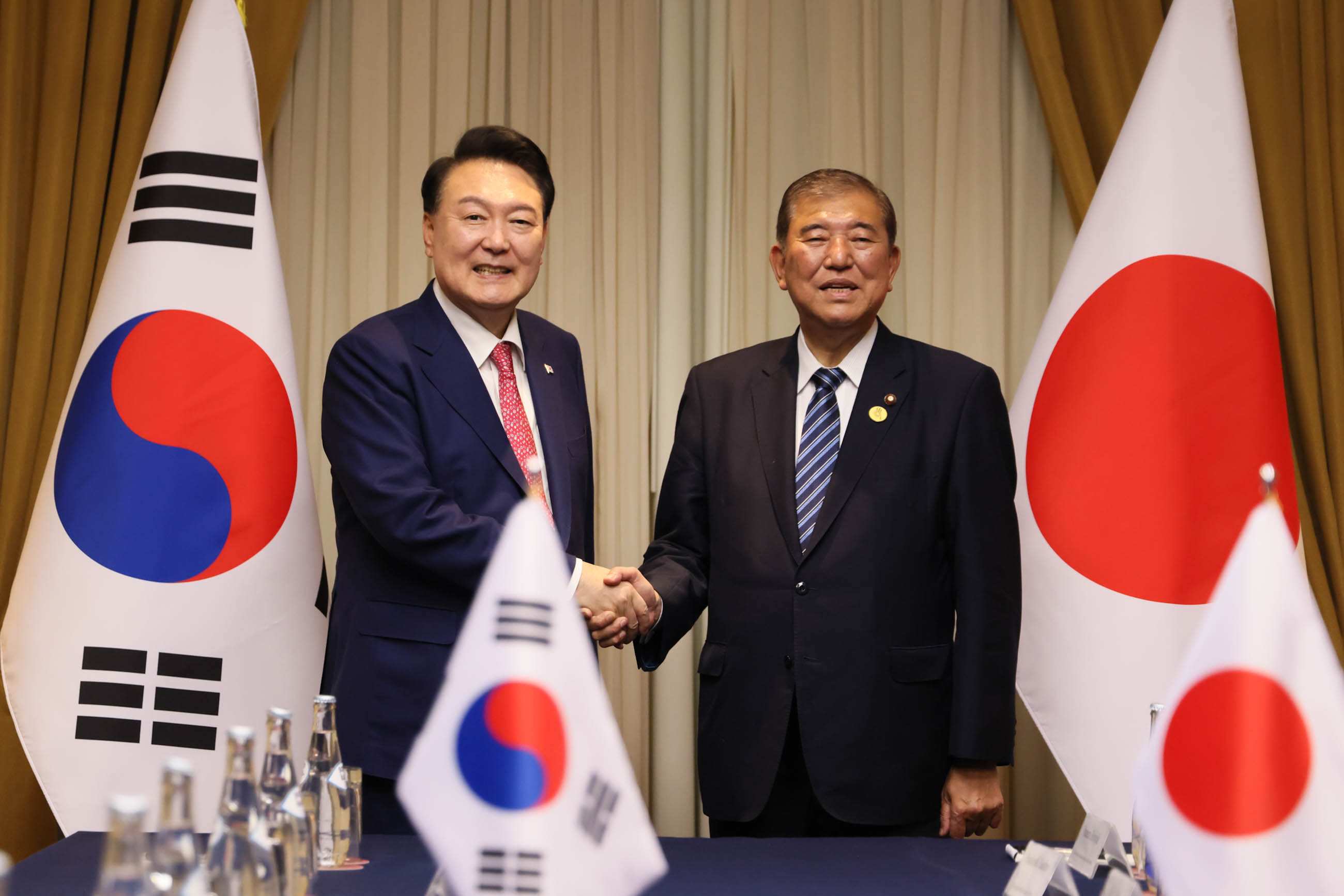
Yoon Suk-yeol et le Premier ministre japonais Shigeru Ishiba en 2024.

Le président Yoon Suk-yeol a été accusé d'avoir une position pro-japonaise sur les questions historiques et le colonialisme par des libéraux et certains politiciens conservateurs en Corée du Sud,. L'administration Yoon entretient des relations étroites avec le mouvement japonais d'extrême droite de la Nouvelle Droite.
L'administration Yoon ne recherche pas de compensation directe ni d'excuses de la part du gouvernement et des entreprises japonaises pour les victimes du travail, forcé, les crimes de la guerre commis par le gouvernement de l'empire du Japon et les entreprises japonaises pendant la Seconde Guerre mondiale, mais exprime plutôt sa position de recevoir des dons volontaires des entreprises sud-coréennes par l'intermédiaire de la fondation comme solution à la décision de la Cour suprême sud-coréenne de 2018, qui exigeait une compensation des entreprises et du gouvernement japonais pour les crimes de guerre passés contre les victimes qui ont été recrutées de force par l'empire du Japon pendant la Seconde Guerre mondiale. Le Parti démocrate de Corée a critiqué cette situation en déclarant : « Il piétine les victimes et représente les intérêts des entreprises japonaises ». En mars 2023, 11 des 15 victimes survivantes se sont opposées à la solution de l'administration Yoon et ont exigé une compensation directe du gouvernement et des entreprises japonaises.
Les remarques du président Yoon lors d'un événement commémoratif lié au mouvement de Samiljeol, le 1er mars 2023, ont suscité une grande controverse en Corée du Sud. Samiljeol est une fête nationale qui célèbre l'esprit de résistance des Coréens pour recouvrer l’indépendance de la Corée contre le Japon. Yoon Suk-yeol a dit, « La Corée a perdu sa souveraineté nationale et a souffert parce qu'elle n'était pas correctement préparée aux changements historiques du monde à l'époque, et nous devrions réfléchir à ce passé ». Ces propos ont suscité des critiques de la part des partis d'opposition en Corée du Sud, les qualifiant de « Chinil » (친일, pro-japonaise) , de « perspective historique colonialiste » (식민사관) et de « diplomatie pro-japonaise hautement soumise » (친일 굴종외교). Et le président Yoon a été comparé à Yi Wan-yong,.
En 2024, des critiques ont été formulées à propos du compromis entre le Parti libéral-démocrate japonais et l'administration Yoon visant à inscrire la mine de Sado au Patrimoine mondial, qui a déformé l'histoire en supprimant les références directes au « travail forcé » des Coréens,.

### Érosion démocratique
En 2024, l'Institut suédois V-Dem a rapporté que, sous l'administration de Yoon, la Corée du Sud avait chuté dans son indice de démocratie libérale. Le classement mondial de la liberté de la presse établi par Reporters sans frontières pour la Corée du Sud a chuté de la 47e à la 62e place entre 2023 et mai 2024. Cette situation aurait été influencée par le recours excessif à des sanctions par l'administration Yoon contre les médias et les journalistes critiques à l'égard du gouvernement, comme MBC.
Un reportage de MBC a allégué que Yoon Suk-yeol influençait les enquêtes menées par la police. Les critiques ont allégué que la police, sous Yoon, était prompte à enquêter sur les syndicats et les médias, mais prudente lorsqu'elle enquêtait sur des questions liées à Yoon. Par exemple, un ordre émis par l'Assemblée nationale concernant la Première dame Kim Keon-hee a été bloqué par la police.
En novembre 2024, des critiques ont affirmé que la police, sous les ordres de l'administration Yoon, était utilisée pour réprimer les manifestations anti-gouvernementales. Certains ont fait valoir que ces actions contredisaient une décision de 2021 de la Cour suprême de Corée.
La fréquence des représentants du gouvernement absents des sessions de l'Assemblée nationale a augmenté sous l'administration de Yoon. Sur une période d'un an et quatre mois, de mai 2022 à août 2023, il y a eu 29 absences de chefs de départements gouvernementaux, de vice-ministres et de chefs d'organisations affiliées. Le président Yoon a exercé à 15 reprises son droit de véto lors de ses 3 premiers mois de mandat (7 fois en raison d'une inconstitutionnalité supposée de la loi, 8 fois pour incompatibilité avec sa politique), ce qui lui a été reproché par des commentateurs politiques, en particulier celle cherchant à ouvrir une enquête sur la mort d'un marine sud-coréen en 2023, ou celle visant à enquêter sur son épouse.

#### Censure des médias
Le gouvernement décide de prendre en mains le groupe audiovisuel public, KBS. Plusieurs émissions sont supprimées, dont le « Choo Chin-woo Live », une émission politique quotidienne réputée pour ses enquêtes sur la corruption de personnalités politiques. Des journalistes sont renvoyés, ainsi que 70 cadres, et pour certains remplacés par des proches du parti Pouvoir au peuple, la formation du président. Le gouvernement prévoit aussi la création d'une agence de lutte contre les fausses informations qui pourrait exiger l’arrêt de la diffusion de n’importe quel média, y compris des chaînes YouTube.
L’Union nationale des travailleurs des médias a déploré « des violations de la loi sur la radiodiffusion, qui garantit la liberté et l’indépendance des programmes de radiodiffusion et stipule que personne ne peut s’immiscer dans leur gestion ». D'autres ont comparé ces mesures aux présidences autoritaires de Lee Myung-bak (2008-2013) et Park Geun-hye (2013-2017) au cours desquelles les journalistes critiques étaient la cible de procès répétés en diffamation, pouvant les conduire en prison, et placés sur une liste noire. Yoon Suk-yeol fait également échouer l'adoption d'un projet de loi voté par l’opposition démocrate à l’assemblée nationale destiné à limiter l’interventionnisme de l’État dans l’audiovisuel public.
L'administration de Yoon a été accusée de réprimer les critiques des médias en faisant appel à des agences d'État, notamment le Conseil d'audit et d'inspection et la Commission anti-corruption et des droits civiques. Selon un reportage de MBC, certains journalistes ont bénéficié d'un traitement préférentiel lors de l'interview annuelle du président pour le Nouvel An.

### Grâces présidentielles
Yoon Suk-yeol offre une grâce présidentielle au milliardaire Lee Jae-yong, le patron du Groupe Samsung, condamné pour corruption et détournement de fonds en janvier 2021. Trois autres hommes d'affaires sont aussi graciés, dont le président du groupe Lotte, Shin Dong-bi. Fin 2022, il gracie également son prédécesseur Lee Myung-bak, condamné en 2020 à 17 ans de prison pour diverses affaires de corruption, et plusieurs autres personnalités proches des milieux conservateurs comme Won Sei-hoon, l’ancien chef des services secrets qui avait mobilisé ses services pour une campagne en ligne au profit du camp conservateur à l’approche de l’élection présidentielle de 2012, et des collaborateurs de l'ex-présidente Park Geun-hye, elle-même graciée en 2021.

### Popularité
Sa cote de popularité s'écroule à 19 % d'opinions favorables dès 2022, après seulement quelques mois d'exercice du pouvoir. Juste avant sa tentative de coup d'État, elle était remontée à 25 %, augmentation attribuée à une hausse de soutien dans les bastions conservateurs. La veille de la seconde motion de destitution dirigée contre lui, son pourcentage d'approbation s'effondre à 11 %, contre 85 % de désapprobation, les trois quarts des sondés soutenant le raccourcissement de son mandat.
Les nombreuses affaires qui touchent sa femme Kim Keon-hee pendant son mandat (cadeaux non-déclarés, accusations de trafic d'influence, CV gonflé, délit d'initié…) minent à plusieurs reprises la popularité de son mari, et a un effet négatif sur le résultat des élections législatives de 2024. Elle y gagne même le sobriquet de « Marie-Antoinette »,.

### Tentative d'auto-coup d'État et destitution
Lors d'une allocution télévisée prononcée le 3 décembre 2024, Yoon Suk-yeol décrète l'instauration de la loi martiale, prétextant qu'elle est nécessaire pour lutter contre les « forces communistes nord-coréennes » qui auraient pris le pouvoir au parlement par le truchement du Parti démocrate. Les activités des partis politiques sont interdites et le bâtiment abritant l'Assemblée nationale est aussitôt placé sous scellés par les Forces armées.

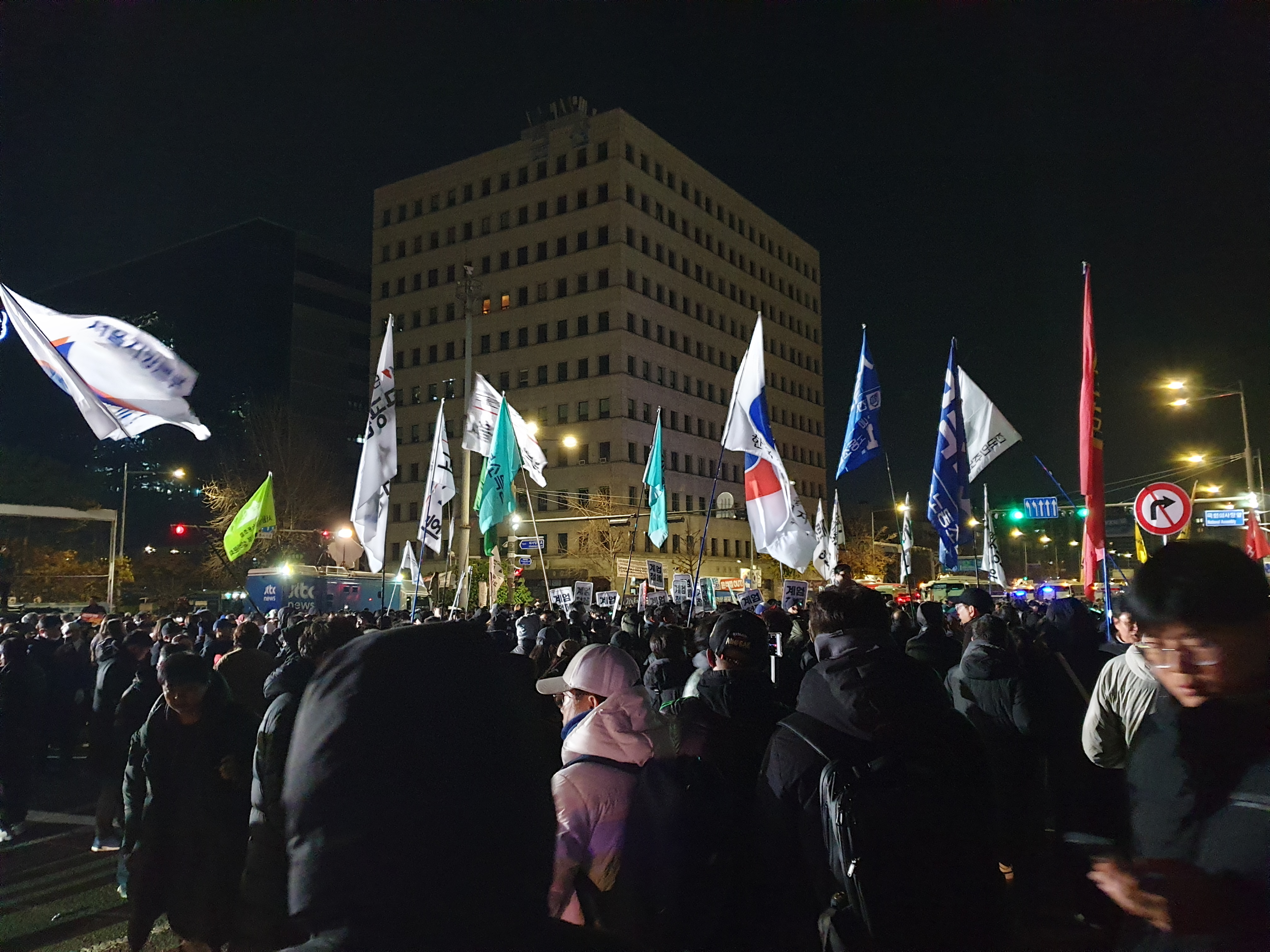
Manifestants protestant contre la loi martiale.

C'est la première fois depuis le rétablissement de la démocratie en 1979 que la loi martiale est décrétée. Cette mesure, qui s'apparente à un auto-coup d'État, est rejetée par le Parti démocrate, mais également Choo Kyung-ho, chef du parti présidentiel Pouvoir au peuple (PPP). La loi martiale est levée par le parlement dans la foulée, bien que des doutes sur la valeur du vote existent, étant donné que la loi martiale suspend les travaux parlementaires. Sous la pression politique et populaire, et en vertu de la Constitution, le président se résout finalement à lever la loi martiale le lendemain matin 4 décembre, quelques heures seulement après l'avoir proclamée.
Après plusieurs tentatives infructueuses à partir du 5 décembre, ce n'est que le 14 décembre que l'Assemblée nationale parvient à dégager une majorité pour obtenir sa suspension, par 204 voix pour et 85 contre, avec trois abstentions et huit votes nuls. Yoon Suk-yeol a entre-temps enregistré plusieurs défections au sein de son parti et de son gouvernement,, et envisagé une démission pour éviter de subir l'affront d'une destitution,
Après sa suspension, il refuse par trois fois de se rendre à un interrogatoire, auquel il est convoqué par le bureau d'enquête sur la corruption des hauts-fonctionnaires. Il fait alors l'objet d'un mandat d'arrêt le 31 décembre, une première pour un président sud-coréen en exercice,.
La police tente une première fois de procéder à son arrestation à son domicile le 3 janvier 2025, mais doit y renoncer après avoir été bloquée par les officiers du service de sécurité de la présidence. Ce n'est qu'à la suite d'un assaut de la police contre sa résidence le 15 janvier qu'il se rend, faisant de lui le premier président sud-coréen en exercice à être placé en état d'arrestation,. Le 7 mars 2025, le tribunal du district central de Séoul annule le mandat d'arrêt de Yoon Suk Yeol, sans toutefois mettre immédiatement fin à sa détention, dans le délai d'appel du parquet. Le parquet renonce à faire appel de la décision le lendemain, et Yoon est remis en liberté. Le président reste suspendu de ses fonctions, dans l'attente d'une décision de la Cour constitutionnelle qui doit confirmer ou infirmer le vote de sa destitution par les députés. Le 4 avril 2025, la Cour constitutionnelle valide, à l'unanimité de ses membres, sa destitution, votée le 14 décembre 2024 par l’Assemblée nationale. Il est le deuxième président sud-coréen à être destitué après Park Geun-hye en 2017. Selon le second alinea de l'article 68 de la constitution de Corée, une élection présidentielle anticipée doit être organisée dans les soixante jours,.

## Procès après la présidence
L'ancien président destitué Yoon Suk-yeol quitte la résidence officielle le 11 avril 2025 et déménage dans sa résidence privée, située dans le quartier de Seocho à Séoul.
Le procès pénal de Yoon Suk-yeol pour insurrection débute le 14 avril 2025, devant le tribunal central de Séoul. Yoon nie les accusations, affirmant que sa tentative d'imposer la loi martiale ne constituait pas une insurrection. S'il est reconnu coupable, Yoon risque la peine de mort ou la réclusion à perpétuité, bien qu'il y ait eu un moratoire sur les exécutions en Corée du Sud depuis la dernière exécution dans le pays en 1997. L'ex-président est également inculpé pour abus de pouvoir le 1er mai.
Le 17 mai 2025, quelques jours avant l'élection présidentielle anticipée du 3 juin organisée pour élire son successeur, il annonce son départ du parti Pouvoir au peuple, tout en apportant son soutien à son candidat, Kim Moon-soo. Le candidat démocrate Lee Jae-myung remporte finalement l'élection et succède indirectement à Yoon.
Le 6 juillet 2025, les procureurs spéciaux sud-coréens déposent une demande de placement en détention de Yoon Suk-yeol, dans le cadre de l'enquête pour insurrection le visant.
Le 9 juillet 2025, le tribunal du district central de Séoul émet un mandat d'arrêt contre Yoon Suk-Yeol, pour cinq chefs d'accusation clés liés à la déclaration de courte durée de la loi martiale du 3 décembre 2024, le plaçant en détention pour la première fois depuis mars 2025, en raison de craintes de destruction de preuves.

## Prises de position
Considéré comme conservateur, Yoon fait campagne en 2022 en se démarquant par ses positions antiféministes assumées, estimant que c'est à cause des féministes que le taux de natalité de la Corée du Sud est en baisse et ajoutant que s'il est élu, il supprimera le ministère de l'Égalité des sexes et de la Famille. Il propose également d’augmenter les peines pour dénonciation calomnieuse de viol ou d’agression sexuelle.
Il se dit disposé à reprendre les négociations avec la Corée du Nord à condition que celle-ci renonce à l'arme nucléaire. Il appelle toutefois à renforcer la dissuasion militaire, notamment en resserrant les liens avec les États-Unis, et affirme que des frappes préventives contre la Corée du Nord pourraient être nécessaires en cas de risque d'attaque imminente.
Il estime également nécessaire le déploiement de missiles américains en Corée du Sud et veut acheter un système de missiles THAAD supplémentaire. Il souhaite aussi rejoindre le « Quad », une alliance militaire perçue comme anti-chinoise qui réunit les États-Unis, l'Australie, le Japon et l'Inde.
Yoon s'oppose à l'intervention de l’État dans l’économie. Il cite l'économiste Milton Friedman et son livre Free to Choose : A Personal Statement comme une influence majeure sur sa croyance dans le libéralisme économique.
Sur le point de vue économique, il annonce vouloir abolir la semaine de 52 heures s'il est élu et ne pas fixer de limite maximale au temps de travail, tout en supprimant le salaire minimal sud-coréen. Il estime ainsi pendant sa campagne présidentielle que « les employés devraient pouvoir travailler cent vingt heures par semaine, quitte à se reposer après ».
Avant cela, dès octobre 2021, il fait polémique par des propos élogieux au sujet de l'ancien dictateur Chun Doo-Hwan. Il présente ensuite ses regrets. Le 7 novembre 2021, Yoon déclare que s'il était élu président, il gracierait les anciens présidents Lee Myung-bak et Park Geun-hye, tous deux condamnés pour corruption (Park Geun-hye a ensuite été graciée par le président Moon Jae-in le 24 décembre de la même année).

## Vie privée
Yoon est marié depuis 2012 à Kim Keon-hee, la présidente d'une compagnie de galeries d'art. Celle-ci se trouve suspectée de fraude et de manipulation boursière, ce qui conduit en décembre 2023 l'opposition démocrate à voter au Parlement en faveur du lancement d'une enquête spéciale indépendante à son encontre. Le président Yoon, qui s'était pourtant engagé durant sa campagne électorale pour la neutralité présidentielle dans le cadre d'affaires politiques, décide d'user de son veto pour arrêter l'enquête.